# ピラミッド・ヴィンセント
ピラミッド・ヴィンセント（伊: Piramide Vincent）は、イタリアの北西部のモンテ・ローザ山群にある峰。
1867年8月25日、イタリア登山家のNicolas e Joseph Vincentに初登頂された。

## 山小屋
- クインティーノ・セッラの山小屋 Rifugio Quintino Sella (3,585m)
- カパンナ・ニフェッティの山小屋 Capanna Gnifetti (3,657m)